# Chambre de commerce et d'industrie du pays d'Auge
 (avril 2013).
Créée le 21 octobre 1848, la chambre de commerce et d’industrie du Pays d’Auge est l’une des 149 chambres de commerce et d’industrie locales française. C’est un établissement public à caractère administratif animé par 53 élus chefs d’entreprises. Elle est coordonnée par la chambre régionale de commerce et d'industrie Basse-Normandie qui siège à Caen. Elle a été dissoute le 1er janvier 2016 par le décret 2015-1642 du 11 décembre 2015 portant création de la chambre de commerce et d’industrie territoriale Seine Estuaire qui regroupe les circonscriptions des CCI territoriales du Havre, de Fécamp-Bolbec et du pays d'Auge.
Elle fait partie de la chambre régionale de commerce et d'industrie Basse-Normandie jusqu'à la création de la chambre de commerce et d'industrie de région Normandie le 1er janvier 2016.

## La circonscription
le Pays d'Auge est à cheval sur trois départements (le Calvados, l'Eure et l'Orne).
La circonscription de la CCI du Pays d’Auge comprend l'arrondissement de Lisieux et compte 13 cantons : 
- Blangy-le-Château,
- Cambremer,
- Dozulé,
- Honfleur,
- Lisieux I,
- Lisieux II,
- Lisieux III,
- Livarot,
- Mézidon-Canon,
- Orbec,
- Pont-L’Évêque,
- Trouville,
- Saint-Pierre-sur-Dives.

Elle compte 5 486 entreprises au 1er septembre 2006 dont :
- 992 pour l'industrie
- 2 536 pour le commerce
- 1 958 pour les prestataires de services

la CCI a son siège à Honfleur au 33, cours des Fossés, ainsi qu'une antenne en plein cœur du Pays d'Auge, à Lisieux.

## Institution et missions
Composée de 27 membres titulaires élus par leurs pairs, la CCI du Pays d'Auge est un établissement public. 13 membres associés assistent les membres titulaires dans leurs travaux, avec voix consultatives.
L'assemblée est également assistée de 15 Conseillers techniques d’entreprises, choisis par la CCI, chargés de d'apporter méthodes, appui et conseil aux entreprises[réf. nécessaire].

## Services aux entreprises

### Centre de formalités des entreprises
Dans le cas d'une création, modification ou cession d'entreprise, le CFE joue le rôle d'organisme diffuseur. Il apporte des renseignements aux créateurs d’entreprises, tels que les modalités de déclaration et le Centre de formalités dont ils dépendent compte tenu de la forme juridique des entreprises, de la nature de l’activité (commerciale, artisanale, libérale, etc.).

### Commerce

#### Les actions collectives
Le service Commerce apporte une assistance technique[réf. nécessaire] aux associations de commerçants et aux institutions locales (dossiers de subventions). Il peut réaliser des études destinées à mieux cerner les problèmes du commerce (étude économique sur le commerce rural, étude de ville, enquête de conjoncture). Il participe aux décisions en matière d'urbanisme commercial et développe des actions collectives telles que :
- les Opérations " URBAINES " qui permettent aux villes de plus de 2 000 habitants de conserver et fortifier un tissu commercial et artisanal diversifié en centre ville ou dans certains quartiers ;
- les Opérations " RURALES " qui permettent aux communes de moins de 2 000 habitants, ainsi qu'aux bassins d'emploi regroupant plusieurs communes dont la population globale n'excède pas 30 000 habitants, de conserver ou développer un tissu commercial et artisanal.

#### Les actions de la CCI sur le commerce

##### Challenge Kheops
Le Challenge Kheops a été initié en 1998 par la CCI de Caen, rejointe par la CCI du Pays d'Auge, en 2001. Le Challenge Kheops a été créé pour récompenser et mettre en valeur les associations de commerçants du Calvados qui ont mené des actions dynamiques et performantes au sein de leur ville.

### Les actions de la CCI au tourisme

#### Calvados accueil
Lancée en 1993 par les chambres de commerce et d'industrie du Calvados, l'opération "Calvados Accueil" compte aujourd'hui[Quand ?] 455 adhérents[réf. nécessaire]. Le réseau regroupe les hôtels, les restaurants, les campings, les autres hébergements touristiques, les lieux de visite, les activités de loisirs ou sportives, ainsi que les offices de tourisme et les syndicats d'initiative.

#### Label Normandie Qualité Tourisme
Le label "Normandie Qualité Tourisme" est octroyé selon une grille de 250 critères qui auditent l'établissement de façon précise, tant au niveau de l'accueil qu'au niveau des structures[réf. nécessaire].

### Le Service Communication de la CCI du Pays d’Auge
La CCI établit diverses relations avec son environnement (ressortissants, médias, élus, personnalités locales départementales régionales et grand public).
Pour favoriser ces relations, le service Communication dispose notamment du support écrit Le Journal de la CCI, revue de la chambre consulaire envoyée à tous les ressortissants[réf. nécessaire].

### Création / Transmission

#### Service «Entreprendre en France» de la CCI
La CCI du Pays d'Auge propose aux futurs créateurs ou repreneurs d'entreprises de les accompagner dans leur projet. Cet accompagnement passe par la mise en place de matinées d’information gratuites, d’après-midi d’information en anglais, de stage « 5 jours pour entreprendre », ou encore de rendez-vous individuels avec des conseillers techniques.

## Gestion d'équipements
Les deux Régions normandes ont souhaité[réf. nécessaire] faire de Deauville-Saint-Gatien l’aéroport permettant de relier la Normandie au reste de l’Europe par le biais d’un hub à Londres. Inauguré en 1931, il reçoit des vols charters vacances, des vols privés et des charters chevaux.
Le port de commerce de Honfleur est géré par l'Établissement maritime Rouen Honfleur (EMRH). Depuis 1994 se développe à Honfleur la croisière maritime[réf. nécessaire].
La CCI est le deuxième actionnaire du Centre international de Deauville après la ville de Deauville.

## Centres de formation
- ICEP-CFA – L'ICEP-CFA accueille, forme et accompagne chaque année environ 1 200 apprentis du CAP au diplôme d'ingénieur.
- AIFCC – Présente à Caen et Lisieux, l’AIFCC propose aux 4 000 stagiaires qu'elle forme par an, des formations réparties au sein de ses divers départements. C’est une école commune à la CCI de Caen et la CCI du pays d’Auge.
- IAE Caen – La formation continue, « Capacité en gestion des entreprises » (CGE), proposée par la CCI du Pays d'Auge en partenariat avec l'Institut d'administration des entreprises de Caen, enseigne des compétences concernant la création ou la reprise d'une entreprise, ainsi que l'exercice de responsabilités en tant que dirigeant ou manager d'équipe.
- École de management de Normandie – L’EM Normandie propose deux programmes master qui visent à apporter aux managers les concepts et outils nécessaires à la conception et à la mise en œuvre du projet sous ses différents aspects.
- École des managers – Créée à l’initiative des chefs d’entreprise pour des chefs d'entreprise, l’École des managers de Basse-Normandie accompagne, forme et conseille les dirigeants et futurs dirigeants à la reprise et au développement de leur PME.
- Institut nautique de Normandie – L’institut nautique de Normandie propose plusieurs formations en relation avec la vie maritime.
- Institut normand de soudure – L'INS forme des soudeurs professionnels sur les procédés de soudage des métaux et des polyéthylènes.

## Pour approfondir